# Torka
Torka este o localitate din comuna Železniki, Slovenia.